# Sveriges Utbildningsradio
Sveriges Utbildingsradio (UR) est une société de production publique suédoise. Elle réalise et diffuse des programmes consacrés à l'éducation et à la culture, lesquels sont ensuite repris par les différentes chaînes de télévision et stations de radio du service public suédois. Elle est l'un des deux actionnaires principaux (avec la télévision publique Sveriges Television) de la chaîne culturelle Kunskapskanalen.
Sveriges Utbildingsradio est l'héritière d'une première station de radio éducative fondée en 1928. En 1961, elle développe une télévision fondée sur le même concept. Au départ conçues comme deux branches indépendantes l'une de l'autre, les deux entités sont finalement fusionnées en une seule entreprise en 1964. 
En 1967 est créé le comité pour la télévision et la radio éducative (Kommittén för Television och Radio i Utbildningen ; en abrégé TRU), un organisme d'État chargé de superviser les productions culturelles et éducatives. Celui-ci fonctionne jusqu'en 1978, année qui voit une restructuration complète du service public suédois. 
Rebaptisée Sveriges Utbildingsradio, la société  produit dès lors des émissions diffusées sur les chaînes de télévision et les stations de radio du service public suédois. En 1994, elle devient une compagnie indépendante de Sveriges Television et Sveriges Radio, auxquelles elle continue néanmoins de fournir du contenu. Depuis 2006, la plupart de ses émissions télévisées sont diffusées en 16:9.
La société est membre de l'union européenne de radio-télévision et de la Nordvision.